# 정경원
정경원(鄭慶源, 1950년~)은 대한민국의 디자인 경영 전문가로 한국과학기술원(KAIST) 산업디자인학과 명예교수이다.

## 학력
- 1975년 서울대학교 응용미술과 미술학사 (BFA)
- 1980년 서울대학교 대학원 미술학 석사 (MFA)
- 1982년 미국 시러큐스 대학교 석사 (MID)
- 1989년 영국 맨체스터 메트로폴리탄 대학교 박사(Ph.D.)

## 경력
- 1979년~1984년 한국디자인포장센터 주임연구원
- 1984년~2015년 한국과학기술원(KAIST) 산업디자인학과 교수
- 1995년~1999년 세계디자인기구(World Design Organization) 집행이사
- 1996년 세계화추진위원회 디자인산업세계화전략 간사
- 1997년~1998년 미국 일리노이공과대학교 방문교수
- 1999년 대통령표창
- 2000년~2003년 한국디자인진흥원 제 10대 원장
- 2003년 은탑산업훈장
- 2009년~2011년 서울특별시 디자인서울 총괄본부장
- 2015년 근정포장. The First Prize, Design Value Awards, DMI, USA
- 2015년~2021년 세종대학교 산업디자인학과 석좌교수